# Dysmachus montium
Dysmachus montium är en tvåvingeart som beskrevs av Richter 1962. Dysmachus montium ingår i släktet Dysmachus och familjen rovflugor. Inga underarter finns listade i Catalogue of Life.